# جورجیس
جورجیس فرزند بختیشوع از پزشکان بزرگ ایرانی است که دانسته‌های فراوانی داشت و در انواع درمان‌ها و مداواها خبره بود. جورجیس به منصور خلیفه عباسی خدمت می‌کرد و پزشک او بود. نزد منصور از جایگاهی بالا برخوردار بود. وی کتاب‌های فراوانی جهت منصور از یونانی به عربی ترجمه کرد.
نخستین بار که منصور، جورجیس را خواست، سال یکصد و چهل و هشت هجری قمری بود و آن وقتی بود که منصور بیمار شد؛ به طوری که معده‌اش آشفته و اشتهایش قطع گردیده بود و هرچه چاره‌گری می‌کرد کسالتش بیشتر می‌شد. منصور به ربیع دستور داد که پزشکان را جمع تا با آن‌ها به مشورت بپردازد. چون پزشکان در محضر منصور گرد آمدند به آن‌ها گفت: آیا پزشکی را در ولایات و شهرستان‌ها می‌شناسید که ماهر و آگاه باشد؟ همگی جواب دادند: میان پزشکانی که ما می‌شناسیم کسی بهتر از جورجیس وجود ندارد. او رئیس پزشکان گندی شاپور است و در پزشکی مهارت فراوان و مصنفات معتبری دارد. منصور فوراً قاصدی را فرستاد تا او را (جورجیس) به بغداد بفرستند. چون قاصد به محل رسید به نزد حاکم رفت. حاکم، جورجیس را احضار و به او دستور داد که با قاصد خلیفه حرکت کند.
جورجیس گفت: کارهایی دارم که باید انجام دهم، ناچار باید چند روزی بمانم و کارهای خود را انجام بدهم و بعد با هم حرکت کنیم. قاصد خلیفه به او گفت: اگر فردا با میل و رغبت با من نیایی تو را به زور خواهم برد. جورجیس امتناع کرد. حاکم شهر او را توقیف نمود و چون توقیف شد رؤسای شهر به اتفاق مطران اجتماع نموده و به جورجیس سفارش کردند که با قاصد حرکت کند. جورجیس سفارش‌های خود را به پسرش (بختیشوع) در مورد بیمارستان و کارهای مربوط به آن را مطرح نمود.
چون جورجیس به بغداد رسید منصور امر کرد وی را به نزدش آوردند و چون به نزد خلیفه رسید او را به دو زبان فارسی و عربی ستایش کرد. خلیفه از قیافه و منظره و منطق او بسیار خوشش آمد و او را در برابر خود نشاند. خلیفه پرسش‌هایی از او نمود و جورجیس به آرامی جواب آن‌ها را داد. منصور گفت: تو را آنگونه دیدم که می‌خواستم و مشتاق آن بودم. سپس درد خود را به تفصیل برای جورجیس و اینکه چگونه این علت برایش به وجود آمده بود، بیان نمود. پس از دو سال (سال ۱۵۰ هـ. ق) منصور به جورجیس گفت: کسی را بفرست که پسرت را نزد ما بیاورد زیرا شنیده‌ام که او هم مثل تو طبیب خوبی است. جورجیس گفت: گندی شاپور احتیاج زیادی به او دارد و اگر او از آنجا بیاید وضع بیمارستان آنجا مختل می‌گردد به علاوه مردم شهر هم به او مراجعه می‌کنند. در سال ۱۵۲ هجری قمری جورجیس به شدت بیمار شد و از خلیفه درخواست نمود که با بازگشت او به جندی‌شاپور موافقت نماید تا او خانواده و فرزندانش را ببیند. خلیفه با درخواست جورجیس موافقت نمود و دستور داد در صورتی که در بین راه درگذشت حتماً جنازه او را به خانواده‌اش تحویل نمایند تا در آن سرزمین به خاک سپرده شود؛ همان‌طور که جورجیس خواسته بود. جورجیس زنده به جندی‌شاپور رسید و بهبود یافت؛ ولی پس از مدتی از بام افتاد و نتوانست به خدمت منصور بازگردد؛ ولی ابراهیم شاگرد خود را با عریضه پوزش به خدمت منصور روانه کرد. کتاب «کناش جورجیس» از آثار اوست و حنین بن اسحاق آن را از سریانی به عربی ترجمه کرد